# Budenice
Budenice (Duits: Budenitz) is een Tsjechische plaats in de gemeente Jarpice in de regio Midden-Bohemen en maakt deel uit van het district Kladno.
Budenice telt 22 inwoners (2021).

## Geschiedenis
De eerste schriftelijke vermelding van Budenice dateert van 1318.
Sinds 1960 is Budenice onderdeel van de gemeente Jarpice.

## Bezienswaardigheden
- Kasteel van Budenice;
- Restanten van een middeleeuws fort;
- Barokke graanschuur;
- Barokke bedevaartskerk (Sint-Isidoruskerk) uit 1682;
- Uitvaartkapel;
- Standbeeld van Johannes van Nepomuk;
- Standbeeld van Sint Isidorus.

## Galerij

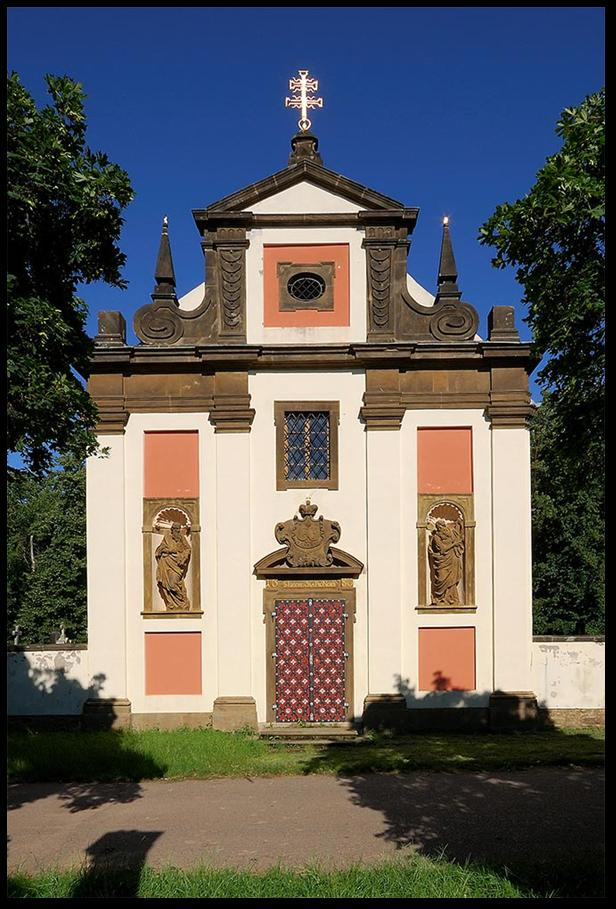
Sint-Isidoruskerk (vooraanzicht)
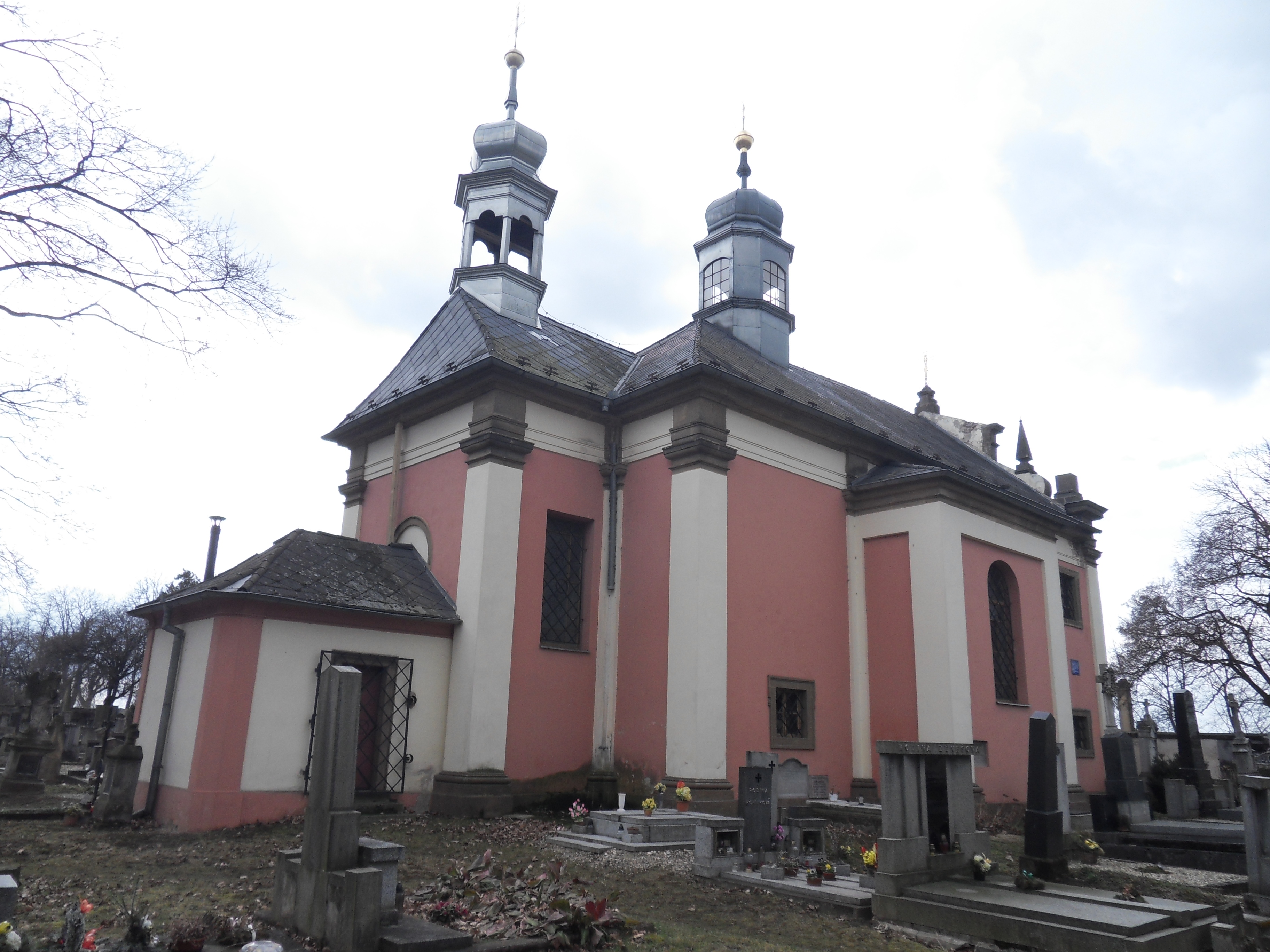
Sint-Isidoruskerk (zĳaanzicht)
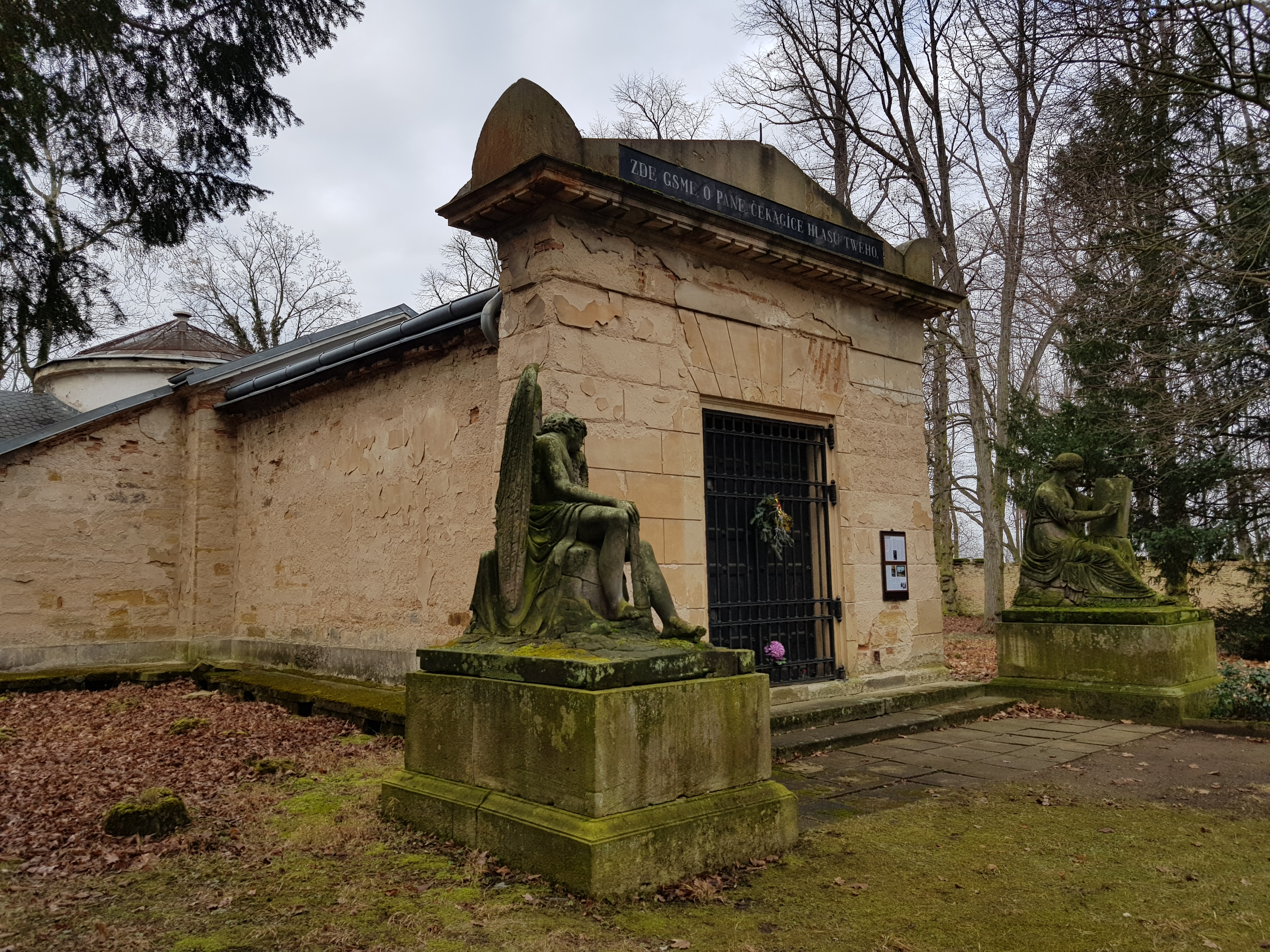
Uitvaartkapel (voorzĳde)
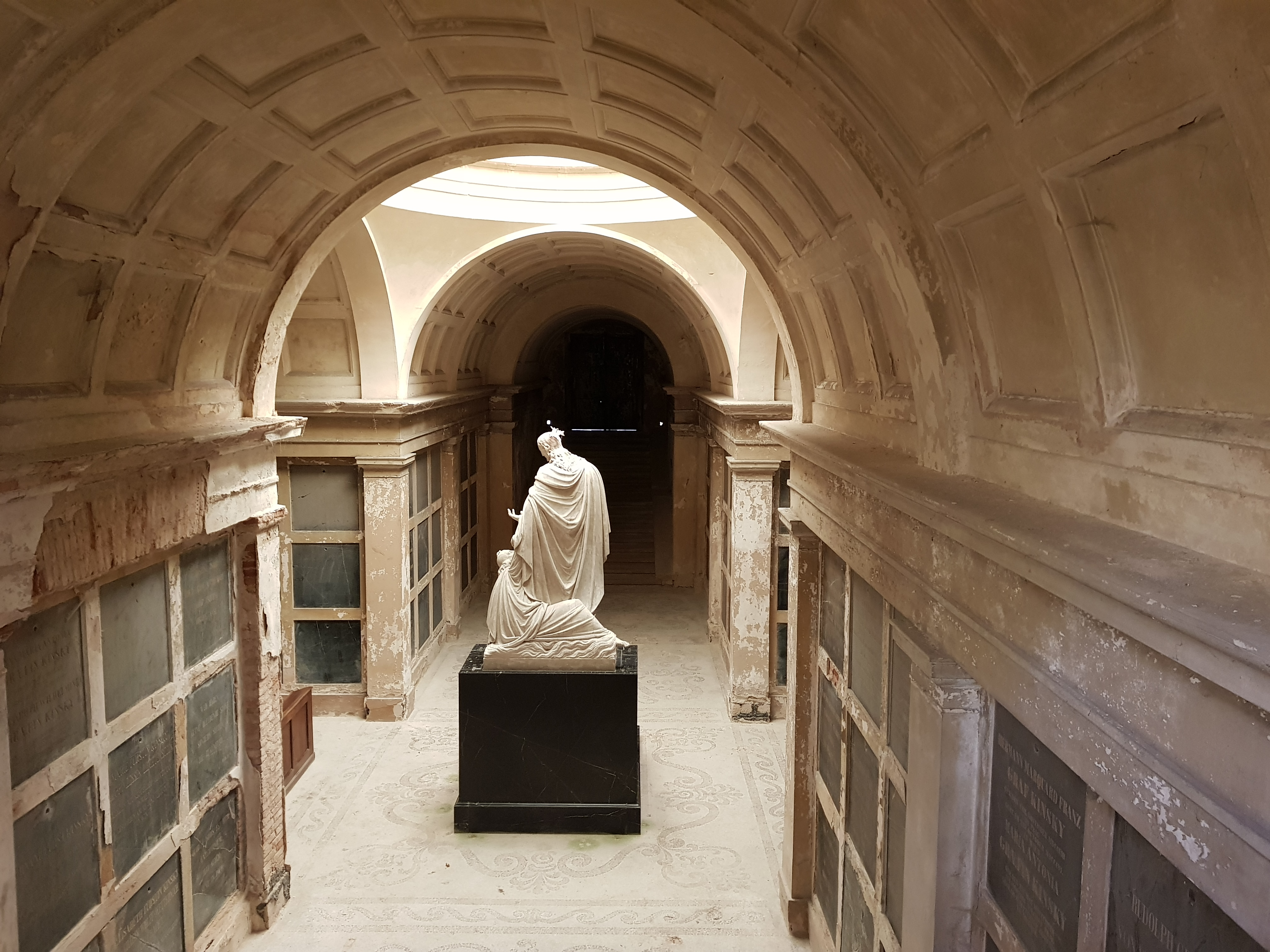
Uitvaartkapel (binnenzĳde)
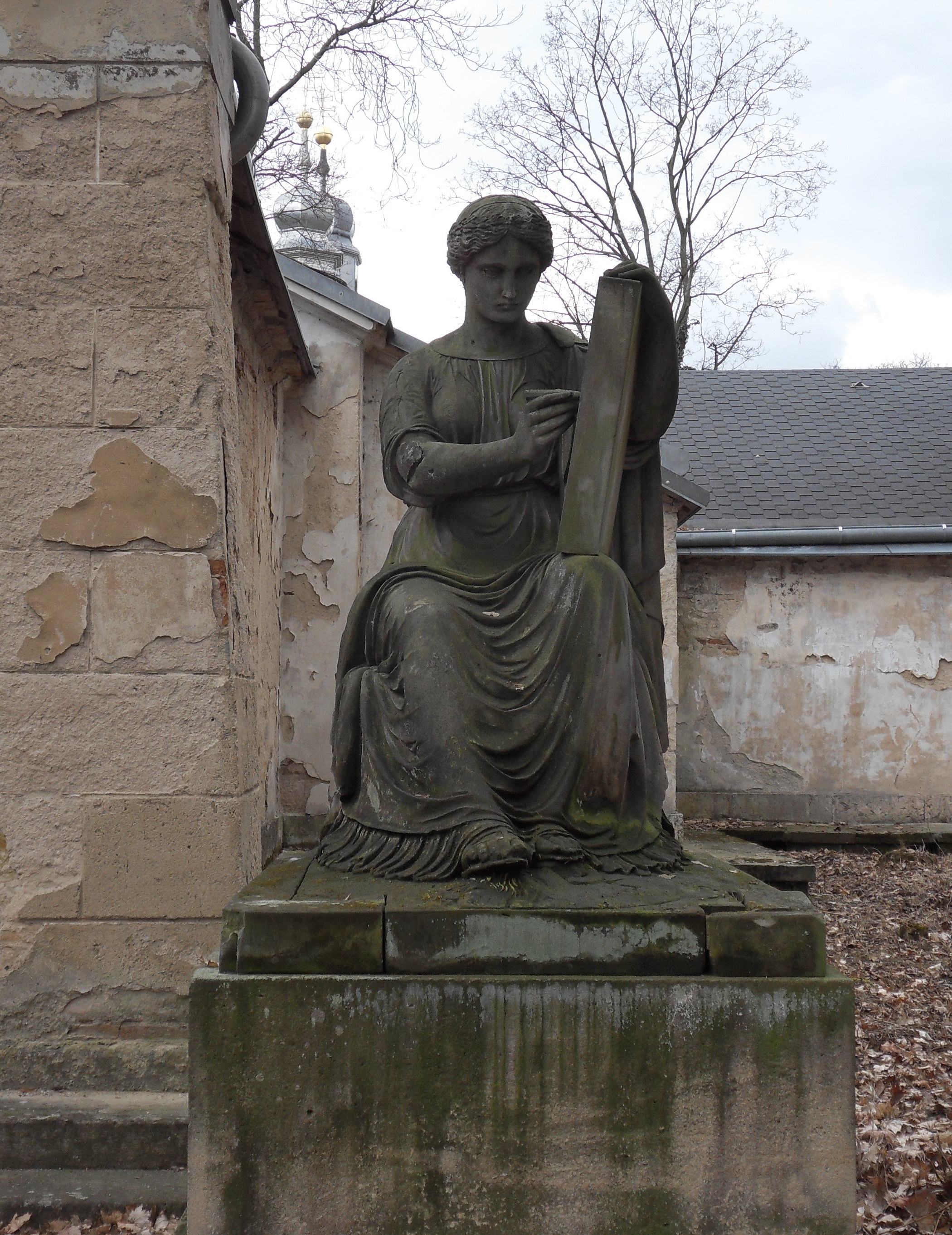
Standbeeld bĳ de uitvaartkapel